# Ceratagallia nanella
Ceratagallia nanella är en insektsart som beskrevs av Paul W. Oman 1933. Ceratagallia nanella ingår i släktet Ceratagallia och familjen dvärgstritar.

## Underarter
Arten delas in i följande underarter:
- C. n. australis
- C. n. zacki